# 大友康裕
大友 康裕（おおとも やすひろ、1959年 - ）は、日本の医学者、医師。専門は、救急医学、集中治療医学、外傷外科学、災害医学。学位は、医学博士。
国立病院機構災害医療センター病院長・救命救急センター長、東京医科歯科大学医学部救急災害医学分野非常勤講師。元東京医科歯科大学教授、元東京医科歯科大学病院救命救急センター長。

## 人物
東京医科歯科大学医学部附属病院の救急医療体制を構築した。赴任当時は各診療科持ち回りで救急診療を行っていたが、救急災害医学分野の初代教授に就任し、救命救急センターを立ち上げ、ドクターカー事業の開始を経て、在任当時では厚生労働省の救命救急センター充実段階評価で全国1位の評価を受ける救命救急センターに育てた。
同大学定年退職後は、17年ぶりに国立病院機構災害医療センターに戻り、病院長・救命救急センター長に就任している。

## 略歴
- 1978年3月 - 駒場東邦高等学校卒業
- 1984年3月 - 日本医科大学医学部医学科卒業[3]
- 1986年6月 - 日本医科大学救急医学教室入局[3]
- 1986年6月 - 日本医科大学付属病院救命救急センター[3]
- 1991年4月 - 会津中央病院救命救急センター部長[3]
- 1992年3月 - 日本医科大学大学院医学研究科修了[3]
- 1992年12月 - 日本医科大学救急医学教室助手、日本医科大学付属病院救命救急センター[3]
- 1994年1月 - 日本医科大学救急医学教室助手、日本医科大学千葉北総病院救命救急部医局長[4]
- 1995年7月 - 国立病院東京災害医療センター第二外科医長[5]
- 2000年4月 - 国立病院東京災害医療センター副救命救急センター長[3]
- 2003年4月 - 国立病院東京災害医療センター救命救急センター長[3]
- 2004年4月 - 国立病院機構災害医療センター救命救急センター長[3]
- 2006年1月 - 東京医科歯科大学医学部救急災害医学分野教授、東京医科歯科大学医学部附属病院病院長補佐・ERセンター長[3]
- 2007年7月 - 東京医科歯科大学医学部救急災害医学分野教授、東京医科歯科大学医学部附属病院病院長補佐・救命救急センター長[3]
- 2017年4月 - 東京医科歯科大学医学部救急災害医学分野教授・東京医科歯科大学医学部附属病院副病院長・救命救急センター長[6]
- 2019年3月 - 東京医科歯科大学医学部附属病院副病院長を退任
- 2021年10月 - 東京医科歯科大学医学部救急災害医学分野教授・東京医科歯科大学病院救命救急センター長
- 2023年3月 - 東京医科歯科大学を定年退職
- 2023年4月 - 国立病院機構災害医療センター病院長・救命救急センター長[7]